# Психопатологический синдром
Психопатологи́ческий синдро́м (иногда называемый психопатологи́ческим симптомоко́мплексом) — повторяющаяся совокупность симптомов, объединённых единством патогенеза, общими механизмами происхождения и характеризующих текущее состояние лица с психическим расстройством. Психопатологический синдром — одна из важнейших диагностических категорий психиатрии.

## Типы синдромов
Традиционно выделяются простые и сложные, большие и малые психопатологические синдромы.

## Типы психопатологических синдромов
Психопатологические синдромы делятся на следующие группы:
- аффективные синдромы, указывающие на расстройства настроения: от чрезмерно повышенного настроения с ускорением ассоциативных процессов (маниакального синдрома) до прямо противоположного (депрессивный синдром);
- бредовые синдромы, указывающие на расстройство мышления и искажённое восприятие действительности, например: паранойяльный синдром, параноидный синдром, синдром Кандинского — Клерамбо;
- аффективно-бредовые синдромы, сочетающие расстройства мышления и настроения, например: сочетание бреда преследования и тревоги (тревожно-параноидный синдром), сочетание повышенного настроения и фантастических бредовых идей (маниакально-парафренический синдром);
- синдромы двигательных расстройств, например: кататонический синдром, включающий расстройства от ступора до бесцельного двигательного возбуждения;
- синдромы, связанные с органическим поражением мозга: синдром височной доли, синдром лобной доли, психоорганический синдром;
- синдромы помрачения сознания, например: помрачение сознания с наплывом галлюцинаций, парейдолий и двигательным возбуждением — делириозный синдром, сновидное помрачение сознания с фантастическим содержанием переживаний — онейроидный синдром, часто встречаемое помрачение сознания при эпилепсии — сумеречное.
- Синдромы расстройства памяти, например: синдром Корсакова, при котором человек вовсе не может запоминать текущие события.
- Синдромы расстройства восприятия, например: состояние с сильным наплывом галлюцинаций — галлюцинаторный синдром;
- Синдромы расстройства воли: апато-абулический синдром, абулически-акинетический синдром;

Стоит отметить, что приём психотропных препаратов сам по себе тоже может вызвать расстройство эмоций, мотивации или когнитивной сферы. СИОЗС-индуцированный синдром апатии может возникнуть при лечении антидепрессантами группы селективных ингибиторов обратного захвата серотонина (СИОЗС), нейролептический дефицитарный синдром и нейролептическая депрессия — при лечении нейролептиками (антипсихотиками).

## Связь с нозологическим диагнозом
Психопатологические синдромы не указывают непосредственно на нозологический диагноз. Тем не менее существуют определённые закономерности, так, например, синдром Кандинского — Клерамбо и апато-абулический синдром довольно специфичны для параноидной шизофрении и крайне редки при других расстройствах.